# Archimantis
Archimantis (лат.) — род насекомых из подсемейства Hierodulinae семейства настоящих богомолов. Все входящие в него виды обитают в Австралии, являясь её эндемиками. Длина тела богомолов составляет от 150 до 180 мм. Взрослые насекомые могут быть довольно агрессивными.
Изучению данной группы, начиная с 1920-х годов, посвятил много времени австралийский энтомолог (а также антрополог, археолог и этнолог) Норман Тиндейл (1900—1993).

## Классификация
На ноябрь 2020 года в род включают видов:
- Archimantis armata Wood-Mason, 1877
- Archimantis brunneria Saussure, 1871
- Archimantis gracilis Milledge, 1997
- Archimantis latistyla (Serville, 1839)
- Archimantis monstrosa Wood-Mason, 1878
- Archimantis quinquelobata Tepper, 1905
- Archimantis sobrina Saussure, 1872 — синоним Archimantis minor Giglio-Tos, 1917
- Archimantis straminea Sjostedt, 1918
- Archimantis vittata Milledge, 1997